# Martin PBM
Die Martin PBM Mariner war ein Flugboot des Herstellers Martin, das von der US Navy ab den 1940er-Jahren eingesetzt wurde. Sie diente als Patrouillenbomber zur U-Bootabwehr, als Transporter sowie zur Seenotrettung. Die Einsatzzeit erstreckte sich vom Zweiten Weltkrieg bis zum Anfang des Kalten Krieges.

## Geschichte

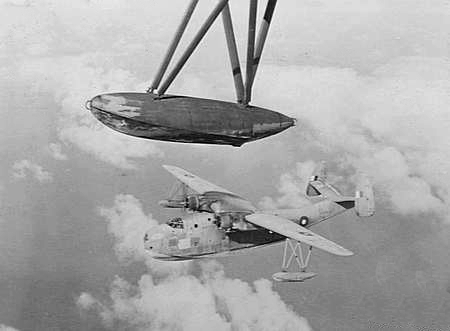
PBM der Royal Australian Air Force, 1944

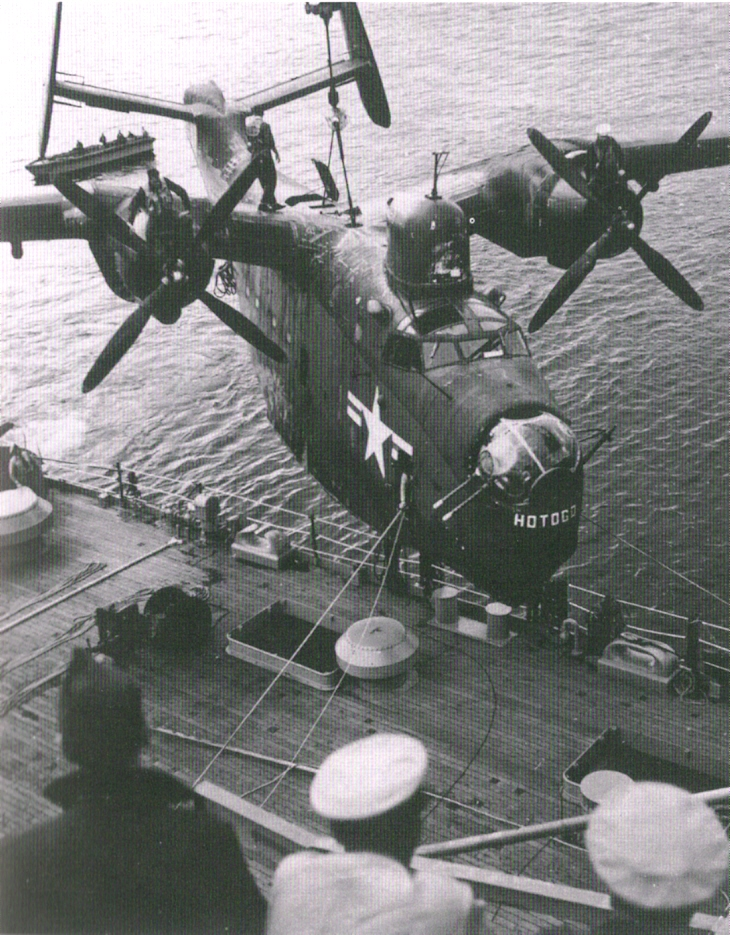
Eine Martin PBM ist während des Koreakrieges von einer Minenjagdpatrouille vor Nordkorea zurückgekehrt und wird an Bord des US Navy-Wasserflugzeug-Tenders USS Curtiss (AV-4) gehievt.

In den 1930er-Jahren forderte die U.S. Navy die Entwicklung eines Patrouillenflugbootes. Daraufhin entwarf Martin das Modell 160 mit vier Motoren, das später in das Modell 162 mit zwei Motoren umkonstruiert wurde, was Kostenvorteile gegenüber den viermotorigen Konkurrenzentwürfen von Consolidated und Sikorsky versprach. Die PBM Mariner sollte zusätzlich zur Consolidated PBY eingesetzt werden. Ab Ende 1937 wurde ein maßstäblich verkleinertes Exemplar als Modell 162A Tadpole Clipper mit nur einem Mann Besatzung im Flug getestet. 1938 erfolgte der Bau des Prototyps XPBM-1, dessen Erstflug am 18. Februar 1939 erfolgte. Flatterprobleme des Leitwerks führten zu einer Überarbeitung des Musters zur XPBM-1A, mit der später Waffenversuche durchgeführt wurden.
Ab September 1940 ging die PBM-1 genannte Serienversion in den Truppendienst (zuerst bei der Staffel VP-55), welche gegenüber dem Prototyp über ein geändertes Höhenleitwerk mit positiver V-Stellung verfügte. Nach einem einzelnen für den Langstreckeneinsatz und Katapultstart vorgesehenen Prototyp XPBM-2 wurde ab 1942 die PBM-3 in Serie produziert. Bei ihr waren die Stützschwimmer fest installiert und es wurden leistungsstärkere R-2600-12-Motoren mit 1268 kW Leistung und Vierblattpropeller eingesetzt. Am 30. Juni 1942 wurde die erste Versenkung eines U-Boots rapportiert.
1943 erhielt die Royal Air Force 32 Maschinen vom Typ PBM-3B, die nur erprobt wurden, aber nicht zum Einsatz kamen. Die RAF gab einen Teil der Maschinen an die USA zurück. Zwölf dieser Maschinen gingen als Truppen- und Frachttransporter an die Royal Australian Air Force.
Bei der ab 1942/43 eingesetzten PBM-3C wurden die Abwehrbewaffnung geändert, die Panzerung verstärkt und ein Radar AN/APS-15 eingebaut. Die PBM-3D wurde mit selbstabdichtenden Tanks, einem Bombenvisier und auf 1417 kW verstärkten Motoren ausgerüstet, wodurch die Geschwindigkeit auf 340 km/h, die Reichweite auf 3600 km und die Bombenlast auf 3630 kg stieg. Sie kam ab Frühjahr 1944 beim Kampf um die Pazifikinsel Saipan zum Einsatz.
Die ab Ende 1942 ausgelieferte (und meist durch Umrüstung aus der PBM-3 entstandene) PBM-3R war eine unbewaffnete und ungepanzerte Version als Transporter mit Landeklappen, einem verstärkten Kabinenboden, Lastenaufzug und zwanzig klappbaren Sitzen.
Ein Vertrag über 230 PBM-4 wurde im April 1943 storniert, so dass die folgende Version die PBM-5 wurde. Mit ihrem einziehbaren dreiteiligen Bugradfahrwerk konnte die PBM-5 als Amphibienflugzeug auch von Land aus operieren. Diese mit über 600 Stück meistgebaute Version unterschied sich von der PBM-3 auch durch die stärkeren und zuverlässigeren R-2800-Motoren. Eine Maschine verschwand im Dezember 1945 im Bermuda-Dreieck. Die ersten 36 PBM-5A (später wurden noch vier weitere Maschinen zu PBM-5A umgerüstet) waren bis März 1949 ausgeliefert. Bei diesen Flugzeugen konnten vier Starthilferaketen am hinteren Rumpf installiert werden. Mit Radaranlagen und Avionik nachgerüstete Versionen wurden später als PBM-5E, S und S2 genannt; letztere war an der Radarantenne in einer tropfenförmigen Verkleidung auf dem Rumpf hinter dem Cockpit identifizierbar.
Die Serienfertigung endete 1949 nach 1366 Exemplaren.
Die US Navy setzte die Martin PBM noch während des Koreakrieges unter anderem zu Minenjagdpatrouillen ein.
Restbestände wurden nach dem Krieg an die Niederlande und Uruguay ausgeliefert. In Uruguay wurden die Maschinen noch bis 1963 verwendet. Mehrere Martin PBM wurden zu Zivilflugzeugen umgerüstet und unter anderem auch von der portugiesischen Fluggesellschaft ARTOP Linhas Aéreas eingesetzt. Am 9. November 1958 verschwand eines dieser Flugzeuge mit 36 Insassen spurlos auf dem ARTOP-Flug 531 von Lissabon nach Madeira.
Das einzige noch existierende Exemplar der Mariner gehört dem National Air and Space Museum in den USA und ist als Leihgabe beim Pima Air & Space Museum in Tucson, Arizona, ausgestellt.
Die Mariner-Inseln in der Antarktis sind nach dem Flugboot benannt.

## Konstruktion
Die Tragflächen des Schulterdeckers weisen einen deutlichen und charakteristischen Knick im Bereich der Flügelwurzel auf (Puławski-Flügel). Das Flugzeug ist aerodynamisch durchgebildet, besitzt einen bootsförmigen Rumpf und ein Doppelleitwerk, wobei die Seitenruder eine V-Stellung nach innen zeigen. Das Flugzeug hat drei Waffentürme für MG und in den Motorgondeln der Sternmotoren integrierte Bombenschächte für bis zu 1814 kg Bomben oder Torpedos. Die PBM-1 hatte noch einklappbare Seitenschwimmer, während die PBM-3 feste Seitenschwimmer besaß. Zusätzlich war die PBM-3 fast einen Meter länger.

## Varianten

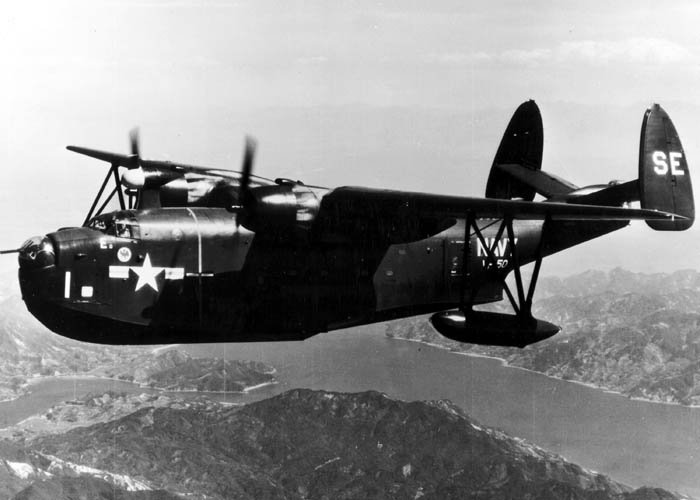
PBM-5 der Staffel VP-50 im April 1956 über Japan

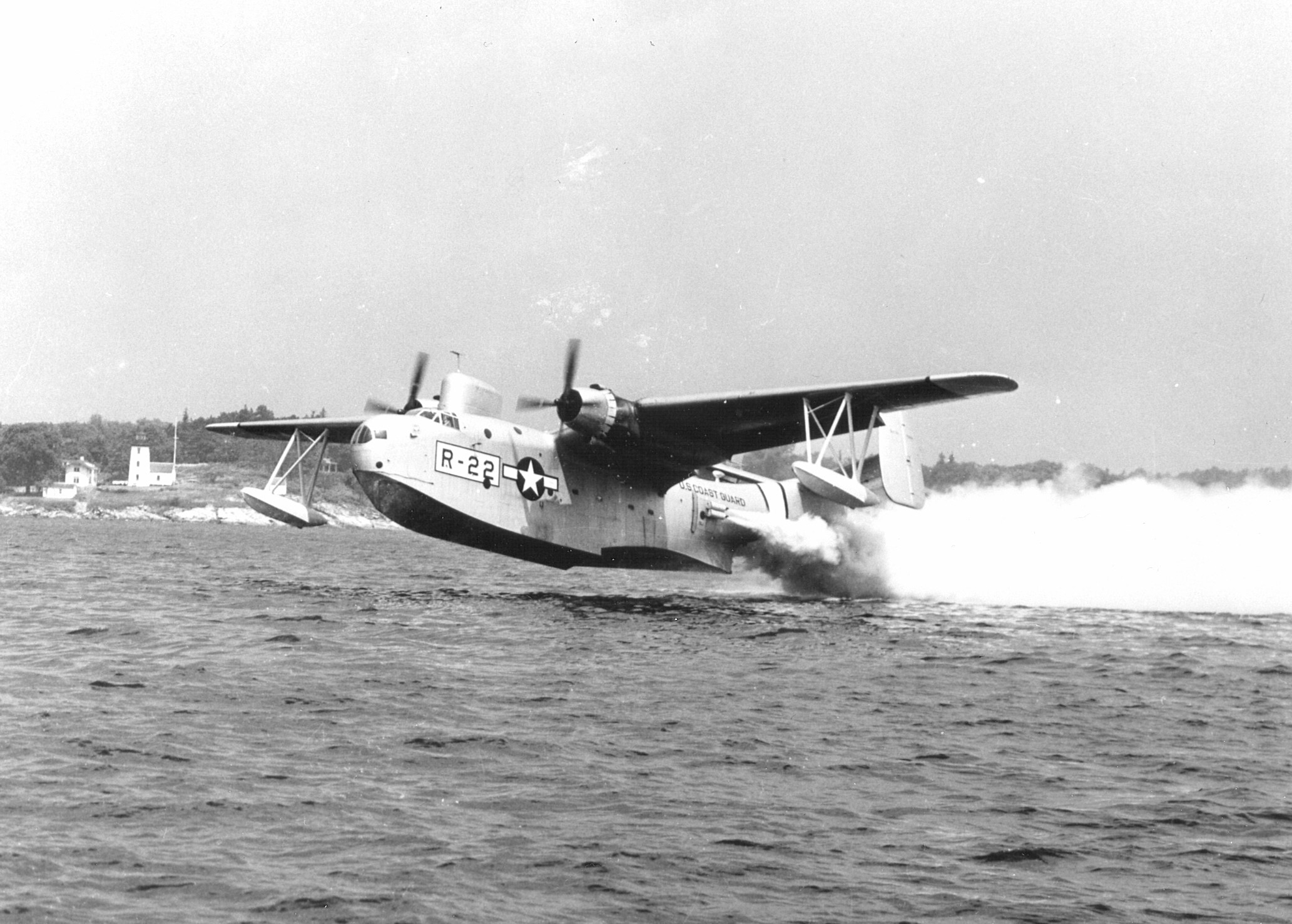
Start einer Mariner der U.S. Coast Guard mit Starthilferaketen

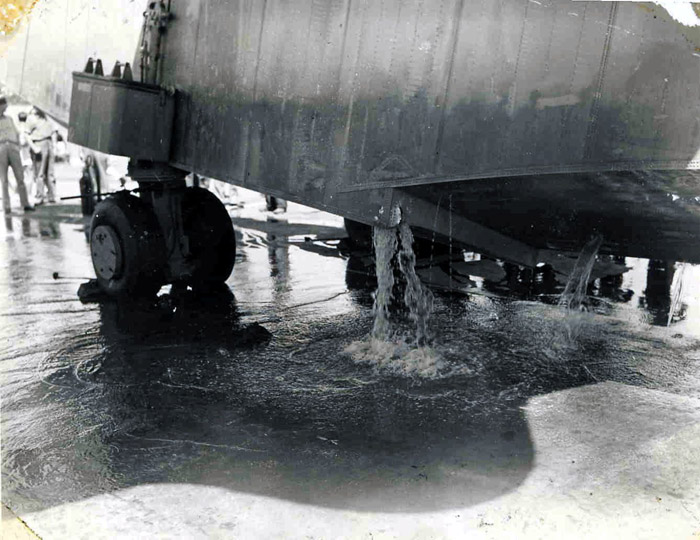
Flaktreffer an PBM nach Angriff auf U 161

Modell 162A
Prototyp im verkleinerten Maßstab von 1:4, als einsitziges Flugzeug zur Überprüfung der Eigenschaften des Entwurfes, eine Maschine gebaut.
XPBM-1
Prototyp mit einer Besatzung von sechs Personen, die von zwei Wright R-2600-6-Sternmotoren mit je 1600 PS angetrieben wurde. Das Flugzeug wurde später zur XPBM-1A (BuNo 0796) umgerüstet.
PBM-1
erste Serie von Flugzeugen, mit zwei Sternmotoren Wright R-2600-12 mit je 1700 PS (BuNo 1246, 1248 bis 1266), 20 gebaut.
XPBM-2
Prototyp (BuNo 1247), eine Maschine gebaut.
PBM-3
Wright-R-2600-22-Sternmotoren mit je 1927 PS und Stützschwimmern unter den Tragflächen, 379 PBM-3, 50 PBM-3R-Transporter, 274 PBM-3C, 201 PBM-3D und 156 PBM-3S gebaut.
PBM-4
Wright-R-3350-8-Motoren, Bestellung von 180 Maschinen wurde zugunsten der PBM-5 storniert
XPBM-5A
Prototyp einer Amphibien-Variante.
PBM-5
Wright-R-2600-22 oder -34-Sternmotoren, 631 gebaut.
PBM-5A
Amphibienflugzeug, 36 gebaut

## Produktion
Abnahme der Martin PBM Mariner durch die US Navy:
| Typ     | 1940 | 1941 | 1942    | 1943    | 1944    | 1945 | 1946 | 1947 | 1948 | 1949 | SUMME |
| ------- | ---- | ---- | ------- | ------- | ------- | ---- | ---- | ---- | ---- | ---- | ----- |
| PBM-1   | 11   | 9    |         |         |         |      |      |      |      |      | 20    |
| XPBM-2  |      | 1    |         |         |         |      |      |      |      |      | 1     |
| XPBM-3E |      | 1    |         |         |         |      |      |      |      |      | 1     |
| PBM-3R  |      |      | ca. 19  | ca. 30  |         |      |      |      |      |      | 49    |
| PBM-3C  |      |      | ca. 103 | ca. 171 |         |      |      |      |      |      | 274   |
| PBM-3D  |      |      |         | ca. 114 | ca. 145 |      |      |      |      |      | 259   |
| PBM-3S  |      |      |         | ca. 44  | ca. 50  |      |      |      |      |      | 94    |
| XPBM-5  |      |      |         | 2       |         |      |      |      |      |      | 2     |
| PBM-5   |      |      |         |         | 215     | 379  | 26   | 10   |      |      | 630   |
| XPBM-5H |      |      |         |         |         |      |      | 1    |      |      | 1     |
| PBM-5A  |      |      |         |         |         |      |      |      | 30   | 7    | 37    |
| Summe   | 11   | 11   | 122     | 361     | 410     | 379  | 26   | 11   | 30   | 7    | 1.368 |

## Technische Daten

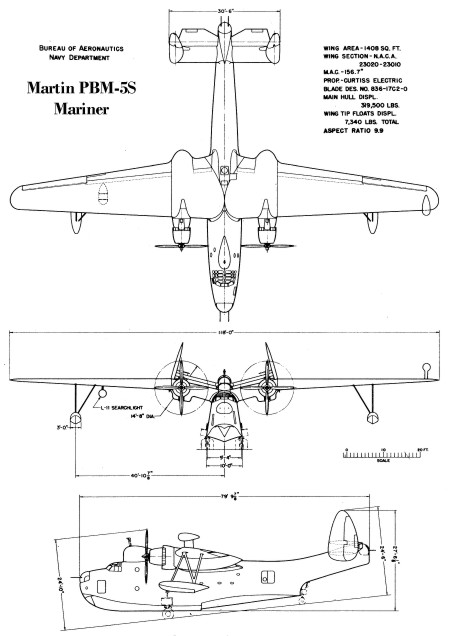
3-Seiten-Riss der PBM-5S

| Kenngröße             | Daten der PBM-1 Mariner                                     |
| --------------------- | ----------------------------------------------------------- |
| Besatzung             | 7                                                           |
| Länge                 | 23,50 m                                                     |
| Spannweite            | 36 m                                                        |
| Höhe                  | 5,33 m                                                      |
| Flügelfläche          | 131 m²                                                      |
| Flügelstreckung       | 9,9                                                         |
| Leermasse             | 15.048 kg                                                   |
| Startmasse            | 25.425 kg                                                   |
| Triebwerke            | zwei Sternmotoren Wright R-2600-12 mit je 1700 PS (1300 kW) |
| Höchstgeschwindigkeit | 330 km/h                                                    |
| Dienstgipfelhöhe      | 6040 m                                                      |
| Reichweite            | 4800 km                                                     |
| Bewaffnung            | fünf 12,7-mm-MG, 1800 kg Bomben oder zwei Mark-13-Torpedos  |